# بانک اورینت
بانک اورینت (انگلیسی: Bank of the Orient) شرکت خدمات مالی و بانکداری آمریکایی است، که در سال ۱۹۷۱ در شهر سان فرانسیسکو تأسیس شد.